# P.A.
P.A. (Parental Advisory) es un trío de southern rap parte del colectivo de Atlanta Dungeon Family. Los miembros del grupo son Mello, K.P. y Big Reese.

## Discografía

### Álbumes
- Ghetto Street Funk
- My Life, Your Entertainment
- Straight No Chase

### Sencillos
- "Lifeline, Maniac" de Ghetto Street Funk
- "Ghetto Head Hunta" de Ghetto Street Funk

- Datos: Q7116959